# فرهاد پیربال
فرهاد پیربال نویسنده، شاعر، مترجم، نقاش و فعال سیاسی کردی در سال ۱۹۶۱ در شهر اربیل به دنیا آمد. وی تحصیلاتش را در زمینه ادبیات کردی در دانشگاه صلاح الدین اربیل به پایان رساند و سپس راهی دانشگاه سوربن فرانسه شد و تحصیلاتش را در زمینه ادبیات کردی ادامه داد. وی پس از بازگشت به کردستان عراق در سال ۱۹۹۴ بنیاد فرهنگی شرف‌خان بدلیسی را بنا نهاد. نخستین شعر او را یدالله گودرزی به فارسی ترجمه و سال ۱۳۷۲ خورشیدی در مجله ادبستان منتشرکرد.

## آثار
- Mal awa ey Wilatî min  (خداحافظ کشور من)، ۱۹۸۸.
- Serçawekanî کوردستان  (منابع کردستان)، تحقیقات، ۱۹۹۸.
- Wêney Kûrdekan le Erşîfy Wêneiy Kûrdnasêkî Eûrûpî  (تصویر کردها در آرشیو تصویری یک کردشناس اروپایی)، تحقیقات، ۱۹۹۸.
- Încîl le Mêjûy Edebiyatî Kûrd  (انجیل در تاریخ ادبیات کردی)، (۱۹۵۷–۱۹۵۷).
- سقوط Serheldanî Pexşanî Kûrdî  (آغاز نثر کردی)، ۱۹۹۹.
- Petaxûrawekan ، داستان، ۲۰۰۰.
- بو رودانی کوریم  (برای پسرم، رودان)، رمان.
- Mulazim Tehsîn û ştî Tirîş  (سروان تحسین و چیزهای دیگر).
- Cyawazî Nêwan min and Şêt  (تفاوت بین من و دیوانه).
- Hewt Wêney Rûtî Jinî Cenaby Wezîr  (هفت عکس برهنه از همسر نخست‌وزیر)، رمان.
- Heşîşkêşekan  (حشیش‌کش‌ها)، بازی.
- Santîago Dîkompostîla  (Santiago Dikompostila).
- Mindalbaz  (بچه‌باز)، رمان.
- Piyawêky Şepqereşî Paltoreşî Pêlawşîn  (مردی با کلاه سیاه و شلوار سیاه و کفش آبی)، رمان.
- جنرال شریف پاشا  (ژنرال شریف پاشا)، بیوگرافی.
- Ebdûlrehîm Rehmî Hekary  (عبدالرحیم رحمی حکاری).
- Hotêl Eûrûpa  (هتل اروپا)، رمان.
- Rêbaze Edebiyekan  (ادارات ادبیات).
- Nûserêkî Gêl  (نویسنده گنگ)، پخش.
- Hekayetekanî Bawkim  (داستان‌های پدرم)، رمان.
- Qebrêkî Sêgoşe  (قبری مثلثی)، رمان حج
- پیربال، فرهاد، فه‌لسه‌فهٔ فه‌رهاد پیربال، سنه: کانی کتیب: شوان‏‫، ۱۳۹۶. ‬

### ترجمه
- س‍ارت‍ر، ژان پ‍ل، ‏‫ سوزانیه به‌ریزه‌که، وه‌رگیرانی له فه‌ره‌نسییه‌وه فه‌رهاد پیربال، سنندج: کانی کتیب، شوان‏‫، ۱۳۹۶. ‬

## آثار ترجمه‌شده به فارسی

### داستان و رمان
- پ‍ی‍رب‍ال، ف‍ره‍اد، لام‍ارت‍ی‍ن، ت‍رج‍م‍هٔ م‍ری‍وان ح‍ل‍ب‍چ‍ه‌ا و امان جلیلیان، ت‍ه‍ران: وی‍س‍ت‍ار‏‫‏، ۱۳۸۳.
- پیربال، فرهاد، مار و پله، ترجمهٔ مریوان حلبچه‌ای، تهران: نشرنی‏‫، ۱۳۸۵. ‬
- پیربال، فرهاد، سروان تحسین و چیزهای دیگر، ترجمهٔ مریوان حلبچه‌ای و امان جلیلیان، تهران: چشمه، ‏‫۱۳۸۶. ‬
- پیربال، فرهاد، سانتیاگو دی کومپوستیلا، ترجمهٔ صلاح‌الدین کریم‌زاده، تهران‬: چشمه، ‏‫‏۱۳۸۷.
- پیربال، فرهاد، شیهه‌ای در هیچ، ترجمهٔ آرش سنجابی، تهران: نشر قطره‏‫، ۱۳۹۲. ‬
- پیربال، فرهاد، سیب‌زمینی‌خورها، ترجمهٔ آکو حسین‌پور، تهران: نشر ایجاز، ‏‫‬‏۱۳۹۶.
- پیربال، فرهاد، حاشیه‌نشین‌های اروپا، ‏‫ترجمهٔ مریوان حلبچه‌ای، تهران: نشر ثالث، ‏‫۱۳۹۸. ‬
- پیربال، فرهاد، مردی با کلاه مشکی، پالتوی مشکی، کفش آبی، ترجمهٔ آکو حسین‌پور، تهران: نشر نیماژ‏‫، ۱۳۹۸. ‬

### شعر
- پ‍ی‍رب‍ال، ف‍ره‍اد، م‍ان‍ی‍م‍ن‍س‍ی‍ت ی‍ک ن‍ف‍رهٔ پ‍ن‍اه‍ن‍دهٔ ش‍م‍اره ۳۳۳۳۳ [س‍ی و س‍ه ه‍زار و س‍ی‍ص‍د و س‍ی وس‍ه]، ت‍رج‍م‍هٔ ف‍ری‍اد ش‍ی‍ری، ت‍ه‍ران: ن‍ش‍ر چ‍ش‍م‍ه، ۱۳۸۵؛ تهران: سرزمین اهورایی‏‫، ۱۳۹۸. ‬
- پیربال، فرهاد، من آن آبم که خون تو به خون من شباهت نداشته باشد، تهران: نصیرا‏‫، ۱۳۹۲. ‬
- پیربال، فرهاد، عاشقانه‌های جنگ و صلح (گزینهٔ اشعار فرهاد پیربال)، ترجمهٔ مریوان حلبچه‌ای، تهران: نشر نیماژ‏‫‏، ۱۳۹۳.
- پیربال، فرهاد، ترانه‌های عاشقانهٔ غربت: مجموعه شعر، گزیده و ترجمهٔ رضا کریم‌مجاور، ارومیه: ادیبان‏‫، ۱۳۹۴. ‬
- پیربال، فرهاد، آه عشق من، ترجمه باسط مرادی، تهران: چلچله‏‫، ۱۳۹۵. ‬

### نمایشنامه
- پیربال، فرهاد، «ز» و چند نمایشنامهٔ دیگر، ترجمهٔ آکو حسین‌پور، تهران: افراز‏‫، ۱۳۹۹. ‬‬

### مقاله
- پ‍ی‍رب‍ال، ف‍ره‍اد، اه‍داف س‍ی‍اح‍ان و ش‍رق‌ش‍ن‍اس‍ان از س‍ف‍ر ب‍ه ک‍ردس‍ت‍ان‌، ترجمهٔ ص‍دی‍ق‍ی، ف‍ره‍ن‍گ، در ف‍ره‍ن‍گ ک‍ردس‍ت‍ان، ش ۱۳، زم‍س‍ت‍ان ۱۳۸۱: ص ۱۷۵–۱۷۸.

### تاریخ
- پیربال، فرهاد، کرد از دیدگاه شرق‌شناسان‮‬‏‫، ترجمهٔ امیر حقیقی، تهران: هوشمند تدبیر‏‫، ۱۳۹۹. ‮‬

## حاشیه‌ها و اقدامات جنجالی
پس از اعدام سه زندانی سیاسی کُرد در ایران به نام‌های شیرکو معارفی، حبیب‌الله گلپری‌پور و رضا اسماعیلی، اعتراض‌هایی در داخل و خارج از ایران صورت گرفت. در یکی از این اعتراض‌ها که در اربیل صورت گرفت، تظاهرکنندگان اقدام به پرتاب سنگ به سوی ساختمان کنسولگری ایران در اربیل کردند. پلیس کردستان عراق اقدام به دستگیری معترضان کرد و در نهایت ۸ فعال سیاسی کرد برای مدتی طولانی (بیش از یک ماه) در بازداشت ماندند. فرهاد پیربال در روز ۱۱ آذر ۱۳۹۲، در حمایت از این ۸ فعال سیاسی کرد ایران، به نشانهٔ اعتراض جادهٔ منتهی به فرودگاه بین‌المللی اربیل را مسدود و در مقابل زندان محطه اربیل تحصن کرد.